# آندره‌آ لاتزاری
آندره‌آ لاتزاری (انگلیسی: Andrea Lazzari؛ زادهٔ ۳ دسامبر ۱۹۸۴) بازیکن فوتبال اهل ایتالیا است.
از باشگاه‌هایی که در آن بازی کرده‌است می‌توان به باشگاه فوتبال کالیاری، باشگاه فوتبال پیاچنزا، باشگاه فوتبال باری، باشگاه فوتبال فیورنتینا، باشگاه فوتبال آتالانتا، باشگاه فوتبال چزنا، باشگاه فوتبال کارپی، و باشگاه فوتبال اودینزه اشاره کرد.
وی همچنین در تیم ملی فوتبال زیر ۲۱ سال ایتالیا بازی کرده‌است.